# Niccolò Galli (cyclisme)
Pour les articles homonymes, voir Galli.
Niccolò Galli, né le 9 avril 2002 à Cento, est un coureur cycliste italien. Il participe à des compétitions sur route et sur piste.

## Biographie
Niccolò Galli est originaire de Cento, une localité située en Émilie-Romagne. Dans les catégories de jeunes, il est formé au club Stella Alpina Renazzo, sur ses terres natales,. Il évolue ensuite dans une équipe d'Argenta, avant d'intégrer la formation Sidermec-Fratelli Vitali. 
Sur piste, il se spécialise dans le quatuor de la poursuite par équipes, où il obtient ses meilleurs résultats. En 2020, il termine troisième du championnat d'Europe de poursuite par équipes juniors, avec la délégation italienne. L'année suivante, il décroche une nouvelle médaille de bronze dans ce championnat, mais chez les espoirs. Il devient ensuite champion d'Europe espoir et champion d'Italie de la discipline en 2022. La même année, il représente son pays dans diverses épreuves de la Coupe des Nations. 
En juillet 2023, il participe de nouveau aux championnats d'Europe espoirs. Le quatuor italien échoue à conserver son titre dans la poursuite par équipes. Il décroche néanmoins une médaille d'argent. Le mois suivant, il est retenu en équipe d'Italie pour les championnats du monde élites,. Sur route, il termine sixième et meilleur jeune de la Vuelta a Formosa, une course par étapes inscrite au calendrier de l'UCI America Tour. On le retrouve également au départ du championnat d'Europe du contre-la-montre espoirs. 

## Palmarès sur piste

### Championnats d'Europe
| Édition / Épreuve                 | Course aux points | Poursuite par équipes |
| Fiorenzuola d'Arda 2020 (juniors) |                   | Bronze                |
| Apeldoorn 2021 (espoirs)          |                   | Bronze                |
| Anadia 2022 (espoirs)             |                   | Or                    |
| Anadia 2023 (espoirs)             | Argent            | Argent                |
| Cottbus 2024 (espoirs)            |                   | Or                    |

### Championnats nationaux
- 2022
  -  Champion d'Italie de poursuite par équipes (avec Manlio Moro, Mattia Pinazzi et Lino Colosio)
- 2023
  - 2e du championnat d'Italie de poursuite par équipes
  - 2e du championnat d'Italie de course à l'américaine
  - 3e du championnat d'Italie de course aux points

## Palmarès sur route

### Par années
- 2025
  - Trophée Visentini

### Classements mondiaux
| Année                                 | 2023  | 2024  |
| ------------------------------------- | ----- | ----- |
| Classement mondial                    | nc    | 2895e |
| UCI Europe Tour                       | 1344e | nc    |
|                                       |       |       |
| Légende : nc = non classéSource : UCI |       |       |